# Chalcides mionecton
Chalcides mionecton е вид влечуго от семейство Сцинкови (Scincidae). Видът не е застрашен от изчезване.

## Разпространение и местообитание
Разпространен е в Мароко.
Обитава места с песъчлива почва, градини, крайбрежия и плажове.